# 巴氏雙冠麗魚
巴氏雙冠麗魚，為輻鰭魚綱鱸形目隆頭魚亞目慈鯛科的其中一種，分布於中美洲哥斯大黎加至巴拿馬大西洋岸的淡水流域，體長可達15公分，棲息在沙泥底質河川的中底層水域，屬肉食性，以水生昆蟲為食，生活習性不明。

## 擴展閱讀
維基物種上的相關：巴氏雙冠麗魚